# Polypodium sibiricum
Polypodium sibiricum är en stensöteväxtart som beskrevs av Vladimir N. Siplivinsky. Polypodium sibiricum ingår i släktet Polypodium och familjen Polypodiaceae. Inga underarter finns listade.